# Today (program telewizyjny NBC)
Today (The Today Show) – magazyn telewizji śniadaniowej amerykańskiej stacji NBC, nadawany na żywo. Zadebiutował na antenie 14 stycznia 1952, będąc pierwszym tego typu programem telewizyjnym zarówno w Stanach Zjednoczonych, jak i na świecie. Stanowił wzór dla podobnych produkcji, które wkrótce zaczęły pojawiać się w innych stacjach telewizyjnych. Jest trzecim najdłużej emitowanym amerykańskim programem telewizyjnym. Początkowo ukazywał się jedynie od poniedziałku do piątku. W 1987 rozpoczęto niedzielne emisje (obecnie jedna godzina), a w 1992 – sobotnie (dwie godziny). W 2000 czas emisji w tygodniu roboczym uległ wydłużeniu do trzech godzin. Od 2007 program trwa cztery godziny.
Pozycja programu pozostawała niezagrożona przez inne sieci aż do późnych lat 80., kiedy pod względem oglądalności ustąpił miejsca Good Morning America, emitowanemu przez konkurencyjną stację ABC. Udało mu się jednak odzyskać dominującą pozycję (według Nielsen ratings) 11 grudnia 1995, którą utrzymuje do chwili obecnej.
Program jest nadawany ze Studio 1 A, mieszczącego się w wieżowcu GE Building, położonym w kompleksie Rockefeller Center na Manhattanie (Midtown Manhattan).
Podczas Zimowych Igrzysk Olimpijskich w Vancouver w 2010 program był emitowany na żywo ze studia zlokalizowanego na szczycie Grouse Mountain, górującej nad Vancouver i położonej nieopodal Cypres Mountain Ski Area, który gościł uczestników konkurencji narciarstwa dowolnego oraz snowboardu.

## Prowadzący
- Gene Shalit (1973–2011)
- Other Willard Scott (od 1980)
- Al Roker (od 1996)
- Matt Lauer (od 1997)
- Ann Curry (od 1997)
- Natalie Morales (od 2006)
- Meredith Vieira (od 2006)
- Hoda Kotb (od 2007)
- Kathie Lee Gifford (od 2008)

## Fotogaleria

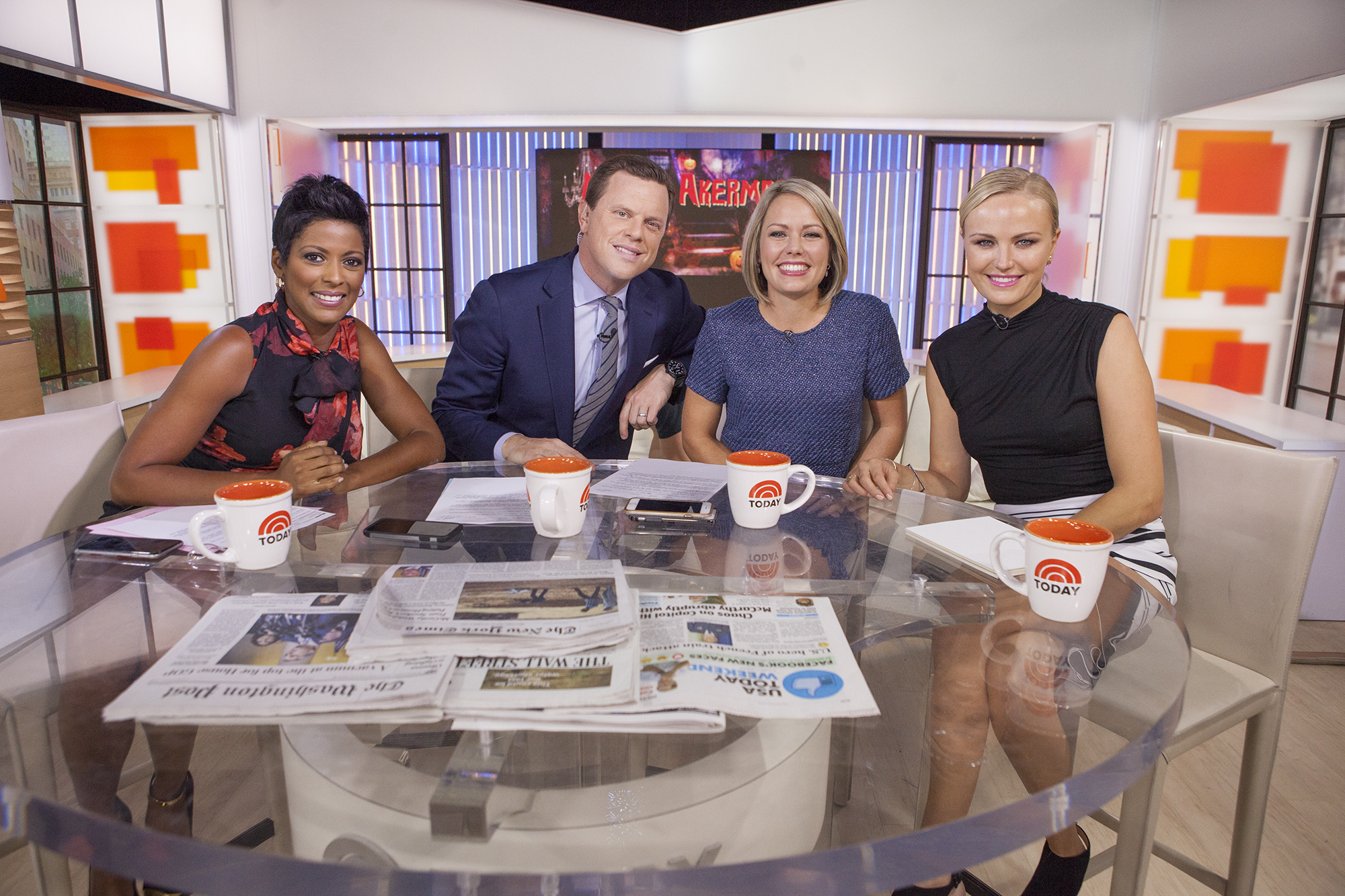
Aktorka Malin Åkerman w studio Today (2015 r.).
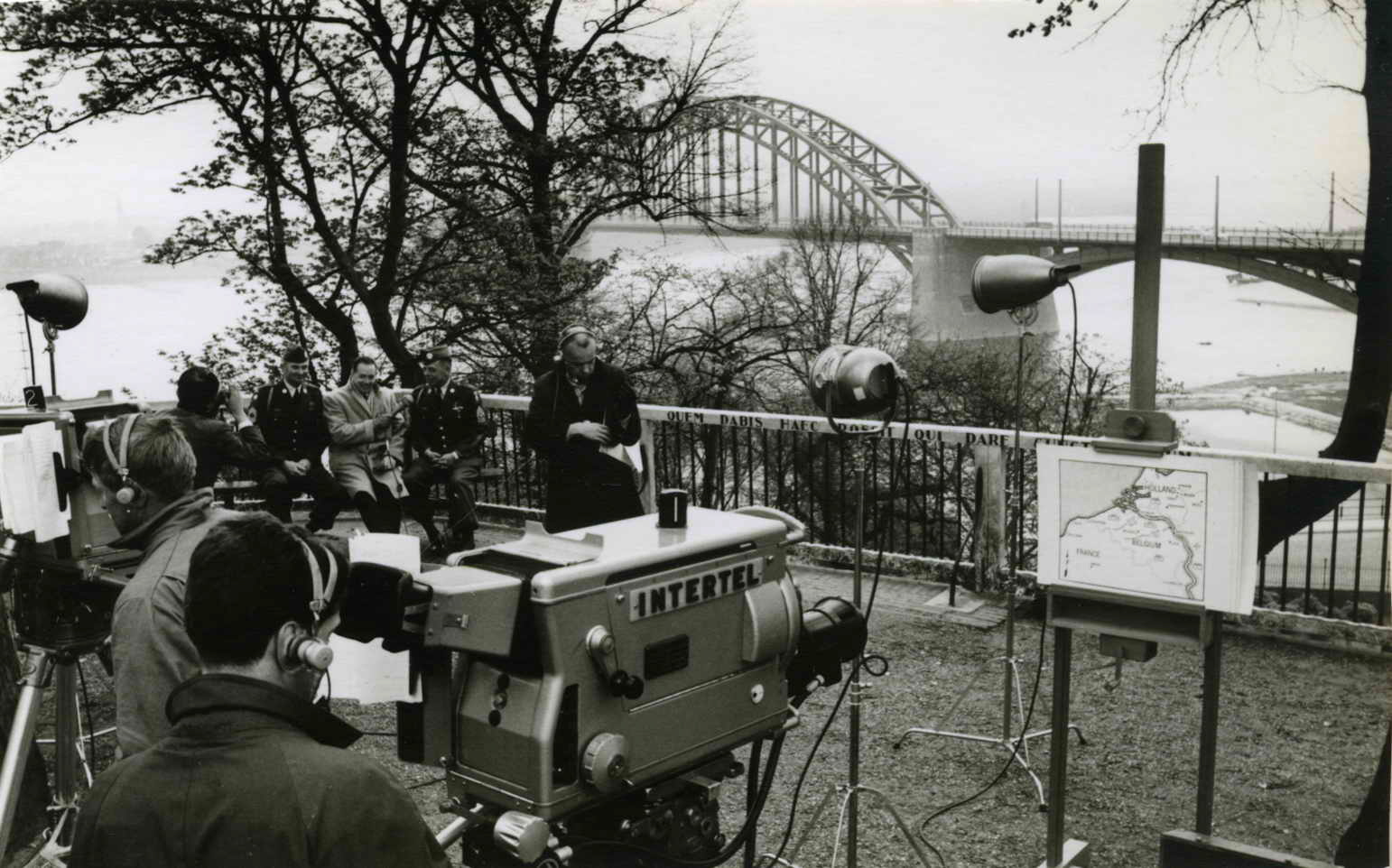
Reporterzy programu Today podczas wywiadu przeprowadzanego poza studiem (1963 r.).
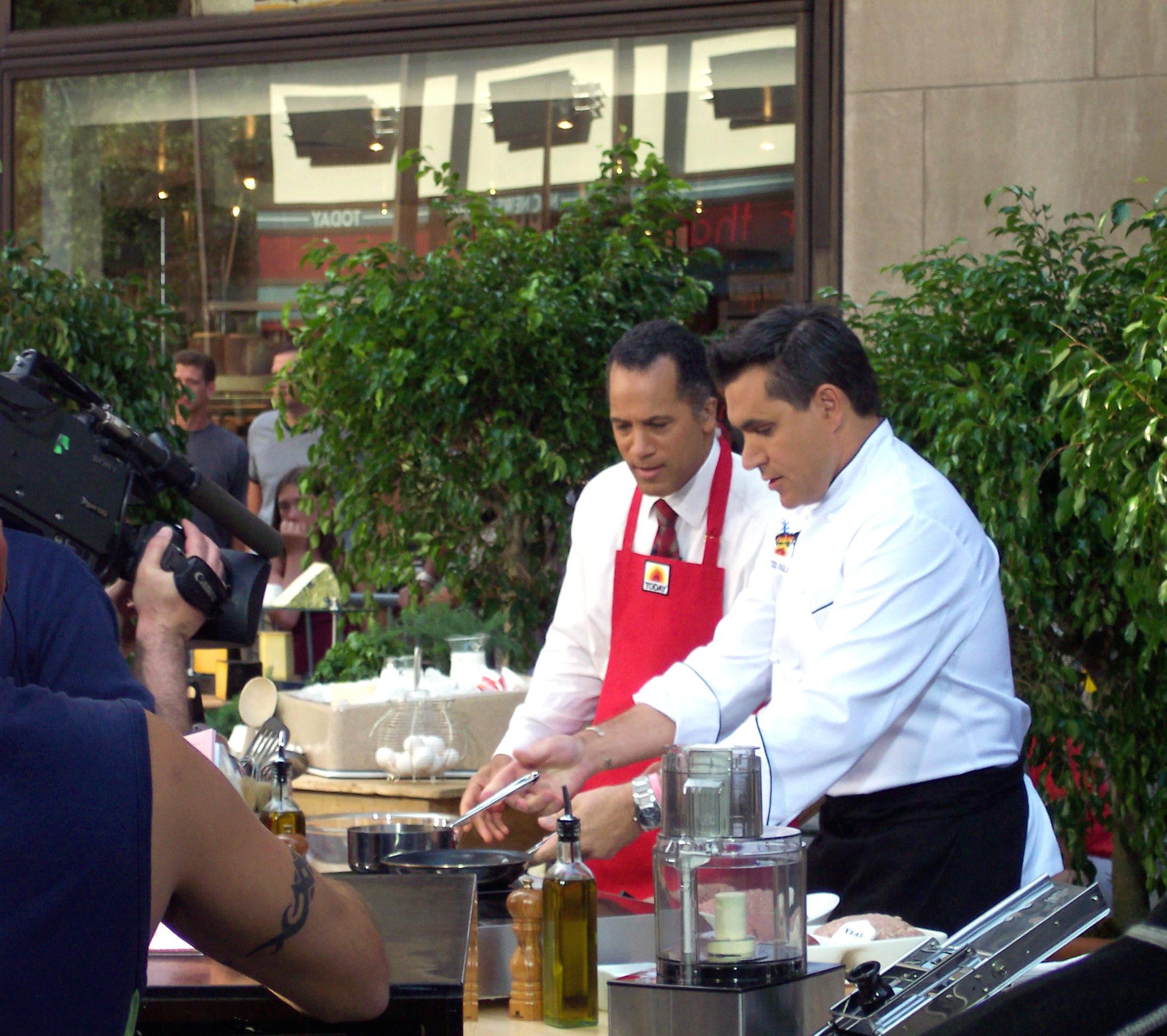
Program Today – gotowanie na żywo.